# Брюс Геллер
Брюс Бернард Геллер (13 жовтня 1930 — 21 травня 1978) — американський поет-пісняр, сценарист, режисер і телепродюсер.

## Молодість і освіта
Геллер народився в Нью-Йорку в сім'ї Дороті (Фрідлендер) і судді Генеральної сесії Авраама Н. Геллера. Геллер закінчив Єльський університет у 1952 році, де вивчав психологію та соціологію та займався багатьма видами діяльності, включаючи театр.

## Кар'єра
Він продовжив кар'єру, пишучи сценарії для шоу на телекомпанії DuMont Television Network, зокрема Джиммі Хьюза, Поліцейський-новачок (1953) та інших. Він також написав книгу і тексти пісень для музичних театральних постановок, зокрема Livin' the Life (1957) та All in Love (1961), але його зусилля мали лише скромний успіх. Геллер переїхав з Нью-Йорка до Лос-Анджелеса, де працював над написанням сценаріїв для епізодів кількох телевізійних серіалів, у тому числі Zane Grey Theater, Have Gun, Will Travel, The Rebel і The Rifleman. Він також працював співвиконавчим продюсером серіалу Rawhide у телевізійному сезоні 1964—1965 років.
Під час продюсування Rawhide він розробив ідею для нового серіалу «плащ і кинджал» Місія нездійсненна. У 1966 році Геллер створив, написав, продюсував і зняв Місія нездійсненна, досягнення, за яке його найбільше запам'ятали. Шоу виходило на CBS з 1966 по 1973 рік і принесло йому премію «Еммі» в 1966 році як продюсер, а також ще одну премію за видатні досягнення в драматургії. Протягом перших сезонів фотографія Геллера була включена в досьє агентів Сили нездійсненних місій (МВФ), яке керівники МВФ Бріггс і Фелпс переглядали щотижня, і часто було видно на екрані (наприклад, в епізодах «Пам'ять», «Операція Рогош» " і «Операція — серце»). Серіал було відновлено в 1988 році і транслювався до 1990 року на ABC.
Геллер також написав, продюсував і став режисером для серіалу Меннікс (1967—1975), який двічі номінувався на премію «Еммі». У 1973 році він зробив своє єдине підприємство в художніх фільмах, продюсувавши та режисеруючи «Гаррі у твоїй кишені» з Джеймсом Коберном і Уолтером Піддженом у головних ролях.

## Смерть
Ентузіаст польотів, Брюс Геллер загинув, коли літак Cessna Skymaster, яким він керував, потрапив у туман і впав у каньйон Буена-Віста поблизу Санта-Барбари, Каліфорнія. Він похований на кладовищі Меморіального парку Маунт-Сінай у Лос-Анджелесі.

## Відзнаки
| Рік  | Асоціація                             | Категорія                                      | Робота                               | Результат |
| ---- | ------------------------------------- | ---------------------------------------------- | ------------------------------------ | --------- |
| 1961 | Нагороди Гільдії письменників Америки | Драма-антологія, 30 хвилин                     | Шоу DuPont з Джун Еллісон : «Пальто» | Номінація |
| 1962 | Нагороди Гільдії письменників Америки | Епізодична драма                               | Західник : «Браун»                   | Номінація |
| 1964 | Нагороди Гільдії письменників Америки | Антологія, будь-яка довжина                    | Шоу Діка Пауелла : «Суддя»           | Номінація |
| 1965 | Бронзовий Вранглер                    | Вигадана телевізійна драма                     | Rawhide : «Капрал Дасович»           | Перемога  |
| 1967 | Прайм-тайм премії Еммі                | Видатний драматичний серіал                    | Місія неможлива                      | Перемога  |
| 1967 | Прайм-тайм премії Еммі                | Видатні письменницькі досягнення в драматургії | Місія неможлива                      | Перемога  |
| 1969 | Прайм-тайм премії Еммі                | Видатний драматичний серіал                    | Місія неможлива                      | Номінація |
| 1969 | Нагороди Гільдії письменників Америки | Епізодична драма                               | Mannix : «The Name is Mannix»        | Номінація |
| 1972 | Прайм-тайм премії Еммі                | Видатний драматичний серіал                    | Маннікс                              | Номінація |
| 1973 | Прайм-тайм премії Еммі                | Видатний драматичний серіал                    | Маннікс                              | Номінація |